# Manuel de Egüés
Manuel de Conejos y Egüés (* 3. Juni 1657 in San Martín del Río, Provinz Teruel; † 11. April 1729 in Burgos) war ein spanischer Komponist.

## Leben und Wirken
Egüés hatte zuerst eine Anstellung an Kathedrale Santa María de Vitoria im heutigen Vitoria-Gasteiz, danach war er erster Kapellmeister an der Kathedrale von Lleida. Nach der Weihe zum Kanoniker hatte er dieselbe Position ab November 1685 an der Kathedrale von Burgos inne. Im Oktober 1691 wurde er an die Kathedrale von Saragossa berufen, kehrte allerdings bereits im Februar 1692 nach Burgos zurück. Hier wirkte er bis zu seinem Tod.
Manuel de Egüés war der bekannteste Vertreter des strengen Stils in der spanischen Kirchenmusik im 17. an der Wende zum 18. Jahrhundert. Den frühen Belcanto-Stil seiner Zeitgenossen und deren virtuose Instrumentalbehandlung setzte er selten ein; er orientierte sich bei der Satzweise von Singstimmen wie von Instrumenten eher an den Imitationstechniken der Franko-Flamen. Zu seinen überlieferten Kompositionen gehören u. a. die 17 Salves en romance in spanischer Volkssprache, die marianische Hymnen wie das Salve Regina oder Ave maris stella paraphrasierend verarbeiten. Sie fußen auf dem Repertoire des gregorianischen Chorals. Weiter komponierte er je zehn Psalmvertonungen und Motetten in franko-flämischem Stil, Lamentationes für die Karwochen-Liturgie und zahlreiche Villancicos.